# Evangelische Hoofdkerk (Rheydt)
De Evangelische Hoofdkerk Rheydt (Duits: Evangelische Hauptkirche Rheydt) is een evangelisch kerkgebouw in Rheydt, een stadsdeel van de Duitse plaats Mönchengladbach, Noordrijn-Westfalen.

## Voorganger
Tot 1899 stond aan de Marktplatz van de vroeger zelfstandige gemeente Rheidt de Oude Hoofdkerk (Alte Hauptkirche). De oorsprong van deze kerk was middeleeuws. In de 16e eeuw werd de aan de heilige Alexander gewijde dorpskerk met vrijwel de gehele bevolking van Rheydt evangelisch. Sinds 1587 werd er de gereformeerde confessie beleden. In 1741 werd deze kerk door een invoeging van een lang transept tussen de toren en het koor geschikt gemaakt als evangelische preekkerk, waarin de kansel en de avondmaalstafel centraal stonden.
De toenemende industrialisatie resulteerde in een groeiend inwonertal en al vroeg in de tweede helft van de 19e eeuw bleek de evangelische kerk te klein voor de gemeente.

## De nieuwbouw
Toen ook de sinds 1866 in gebruik genomen Vredeskerk (Friedenskirche) te krap werd om toenemende behoefte aan ruimte op te vangen, liet men de Oude Kerk aan de Markt slopen en vervangen door nieuwbouw. Bewaard bleven alleen de grafzerken van de familie Otto von Bylandts (tegenwoordig bij de ingang naar de sacristie ingemetseld) en enkele oude constructiedelen en herinneringsstukken (drie zuilen, een latei, het kruis van de toren en een herinneringsplaquette ter gelegenheid van het reformatiefeest van 1817), die zich op de begane grond van de hoofdtoren bevinden.
De nieuwbouw kreeg in tegenstelling tot de eenvoudige voorganger een voornaam uiterlijk en presenteerde zich op een waardige wijze naast het eveneens in 1897 gebouwde stadhuis. Ook bij deze nieuwbouw met een schitterend interieur werd de protestantse kerkindeling consequent doorgevoerd. Bewust koos men voor de architect Johannes Otzen, die met zijn ontwerp voor de Ringkerk in Wiesbaden geheel aan de eisen van de protestantse kerkenbouw volgens het Wiesbadener Programm beantwoordde. Kansel en altaar zijn samengesteld en vanaf alle 1200 zitplaatsen hebben de gelovigen een goed zicht op de predikant. Qua stijl valt de historiserende bouw moeilijk in te delen, de neogotische architect gebruikt meerdere stijlelementen.

## De kerk na de Tweede Wereldoorlog
Het kerkgebouw liep in de Tweede Wereldoorlog grote schade op aan de daken. De grootste van de drie neventorens werd ter vermaning bij de wederopbouw niet geheel herbouwd en moet het zonder de bekroning doen. Met uitzondering van de kerkvensters bleef het originele interieur, inclusief het indrukwekkende en zeer kostbare laat-romantische Sauer-orgel uit het jaar 1902, bewaard. Binnendringend vocht beschadigde echter grote delen van de jugendstilbeschildering. Bij een renovatie van 1962 besloot de kerkelijke gemeente om het interieur eenvoudiger te vernieuwen zonder de decoratieve beschildering. Het presbyterium koos in 2001 echter voor het herstel van de kleurrijke beschildering. Dankzij veel giften van kerkleden en burgers van de stad lukte het om veel van de vergane glorie te reconstrueren. Historische foto's en blootgelegde delen golden als basis voor de restauratie van het interieur. In november 2011 kregen de apsis en de ruimte onder de orgelgalerij nieuwe kerkvensters van Thomas Kuzio.

## Orgel
Het grote orgel op de westelijke galerij werd in 1902 door de orgelbouwer Wilhelm Sauer uit Frankfurt gebouwd. De door de architect ontworpen orgelkas herbergt een instrument met 40 registers verdeeld over drie manualen en pedaal. Het orgel werd in de loop der tijd herhaaldelijk verbouwd, maar in de jaren 1985-1986 door de orgelbouwer Karl Schuke uit Berlijn gerenoveerd en in de oorspronkelijke toestand teruggebracht. In 2012 gaf het kerkbestuur opdracht aan het Nederlandse bedrijf Verschueren Orgelbouw Heythuysen om het orgel volgens de laatste bevindingen van de historische klank van Sauer-orgels opnieuw te intoneren.